# X Games Rally

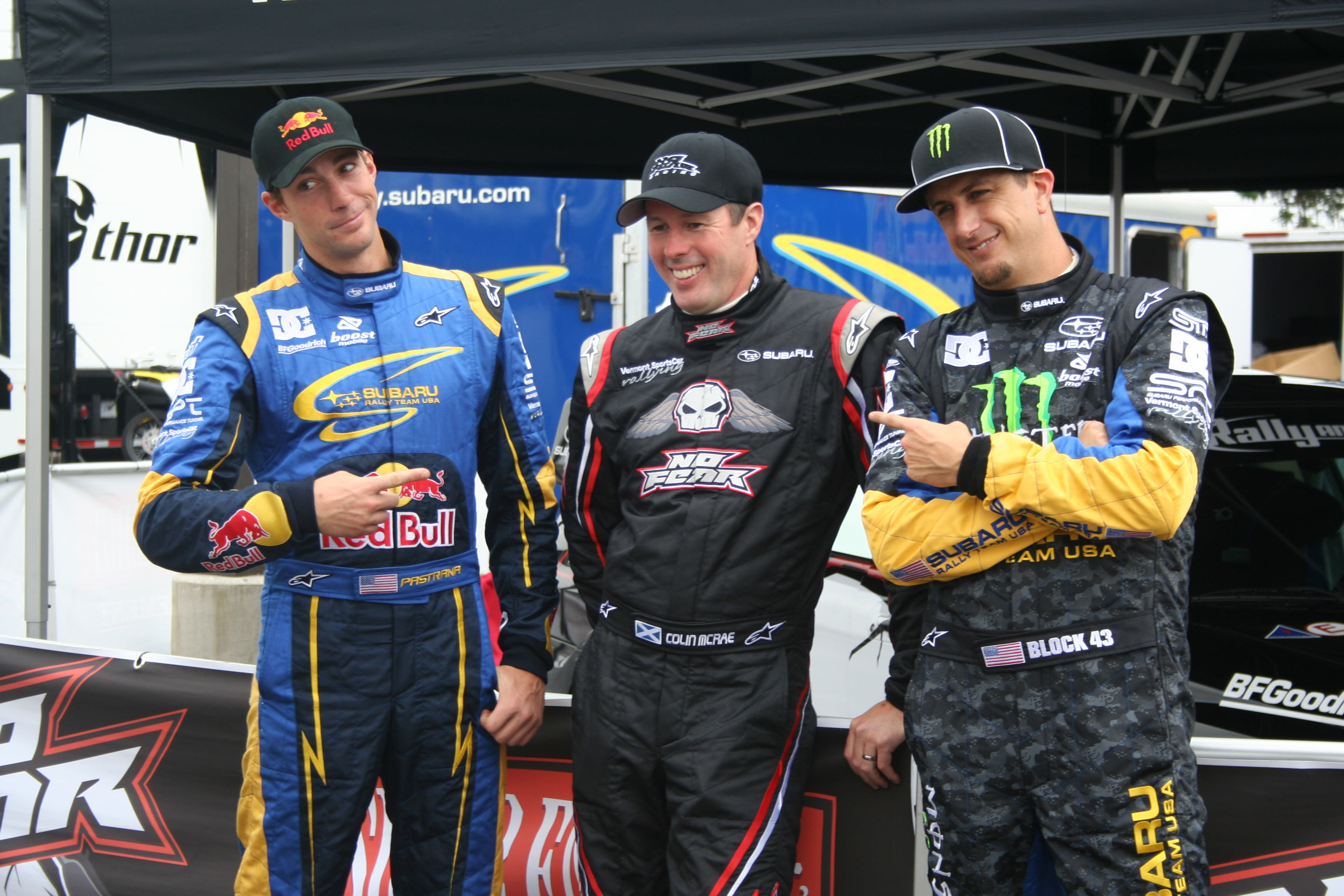
X Games XIII en août 2007 : Travis Pastrana (G.), Colin McRae (centre), et Ken Block (à D.) (lauréats l'année précédente).

Les X Games Rally sont des courses de rallyes, de rallycross et de gymkhana proposées annuellement aux États-Unis lors des ESPN's X Games (ou Jeux eXtrêmes) d'été. Elles regroupent l'ensemble des courses motorisées à 4 roues.

## Histoire
Les rallyes sont disputés dans leur forme classique de 2006 à 2011. Des rallycross sont proposés de 2011 à 2013. Cette dernière année, un gymkhana (parcours avec de nombreux obstacles, privilégiant l'adresse du pilote) remplace le rallye habituel.
Sébastien Loeb est le troisième non-américain à remporter l'une des épreuves proposées, après le Britannique Liam Doran et le Suédois Kenny Bräck. Il se rend à Los Angeles à la suite d'un défit lancé par Travis Pastrana, les deux hommes ayant le même sponsor, Red Bull.
Tanner Foust est le recordman du nombre de victoires, quatre en trois années (trois fois second, une fois troisième).
Le but à chaque course est de rallier le Home Depot Center en premier.
Chaque compétition donne lieu à une attribution de médailles après l'arrivée.
(nb : une compétition de Global RallyCross est également organisée lors des X Games summer europe 2013 en mai à Barcelone, au parc olympique sur Montjuic, avec la présence de Carlos Sainz et de Travis Pastrana)

## Palmarès

### Rallyes et gymkhana
| Année                                       | Or                                                                 | Argent                                                        | Bronze |
| ------------------------------------------- | ------------------------------------------------------------------ | ------------------------------------------------------------- | --- |
| 2006 (XIIe X Games - Rally Car Racing)      | Travis Pastrana (team USA Red Bull Racing Subaru Impreza WRX STi)  | Colin McRae (Citroën Xsara WRC) (à 52 min)                    | Ken Block (Subaru Impreza)                                                                                          |
| 2007 (XIIIe X Games - Rally Car Racing)     | Tanner Foust (team Rockstar Subaru Impreza STI)                    | Ken Block (Subaru Impreza)                                    | Travis Pastrana (team USA Red Bull Racing Subaru Impreza STi N12)                                                   |
| 2008 (XIVe X Games - Rally Car Racing)      | Travis Pastrana (team USA Red Bull Racing Subaru Impreza WRX STi)  | Tanner Foust (team Rockstar Subaru Impreza STI)               | Ken Block (Subaru Impreza) / Dave Mirra (Subaru Impreza)                                                            |
| 2009 (XVe X Games - Rally Car Racing)       | Kenny Bräck (team Andreas Ericsson Motorsport Olsberg Ford Fiesta) | Travis Pastrana (Team USA Red Bull Racing Subaru Impreza STi) | Tanner Foust / Brian Deagan (team Rockstar-Etnies Ford Fiesta)                                                      |
| 2010 (XVIe X Games - Rally Car Racing)      | Tanner Foust (team Rockstar-Etnies Ford Fiesta)                    | Brian Deegan                                                  | Andrew Comrie-Picard (team ACP Racing) / Antoine L'Estage (team Coyote Rally) (les deux sur (Mitsubishi Lancer Evo) |
| 2010 (XVIe X Games - Rally Car Super Rally) | Tanner Foust (team Rockstar-Etnies Ford Fiesta)                    | Brian Deegan                                                  | Samuel Hubinette |
| 2011 (XVIIe X Games - Rally Car Racing)     | Liam Doran                                                         | Marcus Grönholm                                               | David Higgins |
| 2013 (XIXe X Games - Ford Gymkhana GRID)    | Tanner Foust                                                       | Patrick Sandell                                               | Liam Doran |

(nb: "/" signifie l'attribution de deux médailles de bronze différentes; en 2009, Kenny Bräck est le premier "invité spécial" à remporter la compétition.)

### Rallycross
| Année                                  | Or                                         | Argent                                          | Bronze                            |
| -------------------------------------- | ------------------------------------------ | ----------------------------------------------- | --------------------------------- |
| 2011 (XVIIe X Games - RallyCross)      | Brian Deegan                               | Tanner Foust                                    | Marcus Grönholm                   |
| 2012 (XVIIIe X Games - RallyCross)     | Sébastien Loeb (Citroën DS3 XL) (272 s 58) | Ken Block (Ford Fiesta H.F.H.V 2011) (284 s 81) | Brian Deegan (285 s 23)           |
| 2013 (XIXe X Games - Ford RallyCross)  | Toomas Heikkinen 6 min 15 s 573            | Tanner Foust 6 min 19 s 678                     | Sverre Isachsen 6 min 25 s 002    |
| 2013 (XIXe X Games - RallyCross Lites) | Joni Wiman 6 min 50 s 078                  | Mitchell DeJong 6 min 54 s 968                  | Sebastian Eriksson 6 min 57 s 618 |
| 2014 (XXe X Games - RallyCross)        | Scott Speed 4 min 12 s 072                 | Bucky Lasek 4 min 17 s 480                      | Nelson Piquet Jr. 4 min 28 s 472  |
| 2014 (XXe X Games - RallyCross Lites)  | Mitchell DeJong 5 min 22 s 019             | Kevin Eriksson 5 min 24 s 333                   | Austin Cindric 5 min 29 s 036     |

(nb : en 2012, l'épreuve est l'une des manches du Global RallyCross Championship américain, dont Tanner Foust est alors le tenant du titre. Marcus Grönholm se blesse durant les essais de l'épreuve. En 2014 les X Games se déplacent à Austin (Texas) : rallye et gymkhana disparaissent, au profit d'une épreuve de Super Trucks, la seule autre organisée sur quatre roues.)